# Tachina tadzhica
Tachina tadzhica är en tvåvingeart som beskrevs av Zimin 1980. Tachina tadzhica ingår i släktet Tachina och familjen parasitflugor.
Artens utbredningsområde är Tadzjikistan. Inga underarter finns listade i Catalogue of Life.